# Nazionale maschile under 15 di baseball dei Paesi Bassi
La nazionale maschile under 15 di baseball olandese rappresenta i Paesi Bassi nelle competizioni internazionali di età non superiore ai quindici anni.

## Piazzamenti

### Europei
- 1975:  1°